# Wathena (Kansas)
Wathena – miasto położone w Hrabstwo Doniphan.